# Leila Goldkuhl
Leila Goldkuhl (Framingham, Massachusetts, 30 de diciembre de 1991) es una modelo estadounidense, más conocida por haber ocupado el tercer puesto en la decimonovena temporada de America's Next Top Model. Ha trabajado como rostro de marcas de moda como Givenchy, Dolce & Gabbana, Hervé Leger, Louis Vuitton, Calvin Klein, Boss, Max Mara, Tod's entre otros.

## Primeros años
Goldkuhl nació el 30 de diciembre de 1991 en Framingham, Massachusetts. Asistió a la Escuela Secundaria de Framingham cuando era adolescente, donde jugó baloncesto, voleibol y lacrosse. Después de graduarse de la escuela secundaria en el 2010, Goldkuhl asistió a la Universidad Estatal de Salem, donde planeaba especializarse en biología marina. Más tarde se trasladó a la Universidad de Rhode Island para estudiar textiles, comercialización de moda y diseño antes de decidir seguir con el modelaje.

## America's Next Top Model
El primer intento de Goldkuhl de unirse a America's Next Top Model se dio durante el casting del ciclo 15, donde realizó una audición en Nueva York y fue seleccionada como semifinalista en Tyra.com, pero no fue seleccionada para continuar. Las concursantes Jane Randall y Kendal Brown, quienes llegaron a formar parte del elenco final para ese ciclo, fueron elegidas como las ganadoras de esta búsqueda.
Goldkuhl finalmente fue seleccionada como semifinalista para el ciclo 19 de la serie en 2012, donde fue elegida como una de las trece concursantes finalistas. Originalmente fue eliminada en la quinta semana de la competencia, pero la serie había introducido un cambio que involucraba el voto público, el cual permitía que las concursantes previamente eliminadas pudieran tener sus fotos puntuadas después de su eliminación. La concursante que obtuvo la puntuación más alta fue Goldkuhl, a la cual se le permitió volver a unirse a la competencia en la novena semana del programa. Terminó quedando en tercer lugar.

## Carrera de modelaje
En 2013, Goldkuhl firmó con Next Model Management en Los Ángeles. Comenzó a trabajar localmente antes de viajar al extranjero para modelar en Australia y Corea del Sur. En el 2014 obtuvo un contrato mundial bajo la representación de Next Model Management, y debutó en la pasarela como una exclusiva mundial para Givenchy durante la temporada Primavera/Verano 2016 en septiembre de 2015. Posteriormente, apareció en la campaña publicitaria de la marca para esa temporada. Además de su trabajo para Givenchy, Goldkuhl también ha realizado trabajos publicitarios para Dolce & Gabbana, Hervé Léger, Hugo Boss, Just Cavalli, Saks Fifth Avenue, Urban Outfitters, Vera Wang, Zara y Calvin Klein.
Desde su debut en la pasarela en 2015, Goldkuhl ha caminado para otros diseñadores durante la Semana de la moda en Nueva York, Londres, Milán y París, incluyendo a Chanel, Dolce & Gabbana, Lanvin, Prada y Versace, entre otros. También ha aparecido en editoriales de publicaciones como Harper's Bazaar, Marie Claire, Numéro, Oyster, Russh, V, W y Vogue.
En octubre de 2015, Goldkuhl fue clasificada por Cosmopolitan como una de las concursantes más exitosas de la franquicia Top Model. A partir de 2018, ha sido clasificada entre las 50 mejores modelos actuales en la industria de la moda por Models.com.

## Vida personal
Goldkuhl se casó con el fotógrafo Robbie Masterson el 14 de octubre de 2017. La pareja tiene tres hijos juntos.